# 薩蘭奇夫卡
50°6′30″N 34°31′57″E / 50.10833°N 34.53250°E
薩蘭奇夫卡（烏克蘭語：Саранчівка），是烏克蘭中部的村莊，隸屬波爾塔瓦州的波爾塔瓦區。該村距離多夫日克1公里，面積1.84平方公里，海拔高度113米，2001年人口200。